# Jung Jin-Hee
Jung Jin-Hee (10 de abril de 1985) es una deportista surcoreana que compitió en taekwondo. Ganó una medalla de oro en el Campeonato Mundial de Taekwondo de 2007, y una medalla de bronce en el Campeonato Asiático de Taekwondo de 2010.

## Palmarés internacional
| Campeonato Mundial  | Campeonato Mundial  | Campeonato Mundial | Campeonato Mundial |
| Año                 | Lugar               | Medalla            | Categoría          |
| ------------------- | ------------------- | ------------------ | ------------------ |
| 2007                | Pekín (China)       | Medalla de oro     | –55 kg             |
| Campeonato Asiático |                     |                    |                    |
| Año                 | Lugar               | Medalla            | Categoría          |
| 2010                | Astaná (Kazajistán) | Medalla de bronce  | –57 kg             |